# Довговільська сільська рада
Довгові́льська сільська́ ра́да — колишній орган місцевого самоврядування в Володимирецькому районі Рівненської області. Адміністративний центр — село Довговоля.

## Загальні відомості
- Довговільська сільська рада утворена в 1940 році.
- Територія ради: 32,547 км²
- Населення ради: 1 871 особа (станом на 2001 рік)

## Населені пункти
Сільській раді були підпорядковані населені пункти:
- с. Довговоля

## Склад ради
Рада складалася з 16 депутатів та голови.
- Голова ради: Федорчук Анатолій Іванович
- Секретар ради: Шишка Надія Олександрівна

### Керівний склад попередніх скликань
| ПІБ                        | Основні відомості                                                        | Дата обрання | Дата звільнення |
| -------------------------- | ------------------------------------------------------------------------ | ------------ | --------------- |
| Козодой Микола Прокопович  | Сільський голова, 1955 року народження, член Української Народної Партії | 26.03.2006   | 31.10.2010      |
| Федорчук Анатолій Іванович | Сільський голова, 1980 року народження, освіта вища, безпартійний        | 31.10.2010   |                 |

Примітка: таблиця складена за даними сайту Верховної Ради України